# Medio Mearim (tiểu vùng)
Medio Mearim là một tiểu vùng thuộc bang Maranhão, Brasil. Tiều vùng này có diện tích 10705 km², dân số năm 2007 là 388944 người.